# Isthmiade cylindrica
Isthmiade cylindrica är en skalbaggsart som beskrevs av Dmytro Zajciw 1972. Isthmiade cylindrica ingår i släktet Isthmiade och familjen långhorningar. Inga underarter finns listade i Catalogue of Life.